# Batería de plomo y ácido
El acumulado batería de plomo, también denominada batería de ácido-plomo es un tipo de batería (batería húmeda) muy común en vehículos convencionales, como batería de arranque, aunque también se utilizan como batería de tracción de vehículos eléctricos. Suele proporcionar una tensión de 6 V, 12 V u otro múltiplo de 2, ya que la tensión que suministra cada celda de energía es de 2 V. Pueden suministrar unas intensidades de corriente relativamente grandes, lo que las hacen ideales para los motores de arranque.
Aunque su utilización y forma más conocida es la batería de automóvil, este acumulador tiene muchas aplicaciones.

## Historia
En 1859, el físico e inventor francés Gaston Planté desarrolló la batería de plomo-ácido, considerada la primera batería eléctrica recargable. El primer modelo consistió en un rollo en espiral de dos láminas de plomo puro separadas por un tejido de lino, sumergido en un recipiente de vidrio que contenía una solución de ácido sulfúrico. Al año siguiente, presentó una batería de plomo de nueve células en la Academia francesa de ciencias, acompañado de un reporte técnico que tituló “Nouvelle pile secoundaire d'une grande puissance” (Nueva Pila Secundaria de una Gran Potencia).
En 1881, Camille Alphonse Faure desarrolló un modelo más eficiente y confiable que sería un gran éxito en los primeros automóviles eléctricos. Este tipo de batería sirvió en 1899 para impulsar el automóvil eléctrico, llamado La Jamais Contente, el cual fue el primero en superar la velocidad de 100 km/h. Posteriormente, este dispositivo se convirtió en la primera batería de tipo recargable que fue comercializada. Las baterías en los automóviles actuales hoy todavía trabajan esencialmente bajo el mismo principio. 
Asimismo, la batería de plomo ácido fue elegida por Isaac Peral para propulsar su submarino.Mejoró su diseño para hacerla más robusta y permitir su aislamiento eléctrico en las duras condiciones  de un sumergible. Proporcionaba una autonomía satisfactoria, aunque debían recargarse en puerto, ya que el submarino no llevaba sistema de rercarga en el mar.

## Constitución
La batería está formada por un depósito de ácido sulfúrico y dentro de él un conjunto de placas de plomo, paralelas entre sí y dispuestas alternadamente en cuanto a su polaridad (positiva (+) y negativa (-). Para evitar la combadura de las placas positivas, se dispone una placa negativa adicional, de forma que siempre haya una placa negativa exterior. Generalmente, en su fabricación, las placas positivas están recubiertas o impregnadas de dióxido de plomo (PbO2), y las negativas están formadas por plomo esponjoso. Este estado inicial corresponde a la batería cargada, así que el electrolito agregado inicialmente debe corresponder a la batería con carga completa (densidad 1,280 g/ml). Según el número de placas, la corriente (intensidad) suministrada será mayor o menor. Debajo de las placas se deja un espacio para que se depositen eventuales desprendimientos de los materiales que forman las placas. Para que no haya contacto eléctrico directo entre placas positivas y negativas, se disponen separadores aislantes que deben ser resistentes al ácido y permitir la libre circulación del electrolito.
El acumulador de plomo y ácido está constituido por dos tipos de electrodos de plomo que, cuando el aparato está descargado, se encuentra en forma de sulfato de plomo (PbSO4 II) incrustado en una matriz de plomo metálico (Pb). El electrolito es una disolución de ácido sulfúrico tal que su densidad es de 1,280 +/– 0,010 g/ml con carga plena y que bajará a 1,100 g/ml cuando la batería esté descargada.
Una de las principales características de la batería de ácido-plomo es la curva de descarga de la batería de plomo-ácido:
La descarga es la conversión de energía química en energía eléctrica. El curso de la descarga normalmente se muestra mediante la curva U = f (tiempo) con una carga de corriente constante. Las principales fases de una descarga son:
Fase 1: Inicio de la corriente de carga
Esta fase se caracteriza por una caída de tensión casi instantánea. Este hueco de tensión está definido por el cambio en la corriente de carga y la resistencia interna de las celdas (Ri) (ley de Ohm).
Fase 2: Curva de tensión constante con carga casi continua
Esta fase se caracteriza por una caída de voltaje continua con una caída de voltaje de celda más o menos alta, dependiendo del tamaño de la celda, la química de la celda y la carga en la celda.
Fase 3: Caída de tensión al final de la fase de descarga
En esta fase, la curva de descarga se caracteriza por el hecho de que las materias primas electroquímicas (electrolito, material activo del ánodo y del cátodo) se han convertido en gran parte por la reacción electroquímica típica de la celda durante la descarga. Dado que las materias primas se agotan, la disminución de voltaje en comparación con la fase 2 aumenta significativamente, por lo que el voltaje de la celda cae con relativa rapidez. Este voltaje define el límite inferior de descarga de la celda, generalmente conocido como voltaje de corte o final (Us). Una descarga demasiado grande por debajo del voltaje de corte cuenta como una descarga exhaustiva y, debido a la alta carga en el material de reacción activo, puede conducir a una disminución de la capacidad y, por lo tanto, a un envejecimiento más intenso.

## Procesos químicos
Durante el proceso de carga inicial, el sulfato de plomo  es reducido a plomo metal en las placas negativas, mientras que en las positivas se forma óxido de plomo  (PbO2). Por lo tanto se trata de un proceso de dismutación. No se libera hidrógeno, ya que la reducción de los protones a hidrógeno elemental está cinéticamente impedida en una superficie de plomo, característica favorable que se refuerza incorporando a los electrodos pequeñas cantidades de plata. El desprendimiento de hidrógeno provocaría la lenta degradación del electrodo, ayudando a que se desmoronasen mecánicamente partes del mismo, alteraciones irreversibles que acortan la duración del acumulador. Sólo si se supera la tensión de carga recomendada se libera hidrógeno, se consume el agua del electrolito y se acorta la vida de las placas, con el consiguiente peligro de explosión por la combustibilidad del hidrógeno.
Durante la descarga se invierten los procesos de la carga. El óxido de plomo  es reducido a sulfato de plomo mientras que el plomo elemental es oxidado para dar igualmente sulfato de plomo. Los electrones intercambiados se aprovechan en forma de corriente eléctrica por un circuito externo. Los procesos elementales que transcurren son los siguientes:
PbO2 + 2H2SO4 + 2e- → 2H2O + PbSO4 + SO42-
Pb + SO42- → PbSO4 + 2e-
En la descarga baja la concentración del ácido sulfúrico porque se crea sulfato de plomo y aumenta la cantidad de agua liberada en la reacción. Como el ácido sulfúrico concentrado tiene una densidad superior al ácido sulfúrico diluido, la densidad del ácido puede servir de indicador para el estado de carga del dispositivo.
No obstante, este proceso no se puede repetir indefinidamente porque, cuando el sulfato de plomo forma cristales muy grandes, ya no responden bien a los procesos indicados, con lo que se pierde la característica esencial de la reversibilidad. Se dice entonces que el acumulador se ha sulfatado y es necesario sustituirlo por otro nuevo. Los cristales grandes también se forman si se deja caer por debajo de 1,8 V la tensión de cada celda.
Muchos de los acumuladores de este tipo que se venden actualmente utilizan un electrolito en pasta, que no se evapora y hace mucho más segura y cómoda su utilización.

## Tensiones de uso normal
Estos son rangos generales de voltaje para baterías de 6 celdas de plomo y ácido:
- Circuito abierto (inactivo) a plena carga: 12,6 V ~ 12,8 V (2,10 ~ 2,13 V por celda).
- Circuito abierto a plena descarga: 11,8 V ~ 12,0 V.
- Cargado a plena descarga: 10,5 V.
- Carga continua de preservación (flotación): 13,4 V para electrolito de gel; 13,5 V para AGM (absorbed glass mat), y 13,8 V para celdas de electrolito fluido común.

1. Todos los voltajes están referenciados a 20 °C, y deben ajustarse -0,022 V/°C por cambios en la temperatura.
2. Las recomendaciones sobre el voltaje de flotación varían, de acuerdo con las recomendaciones del fabricante.
3. Una tensión de flotación precisa (±0,05 V) es crítica respecto a la longevidad; muy baja (sulfatación) es casi tan mala como muy alta (corrosión y pérdida de electrolito)

- Carga típica (diaria): 14,2 V a 14,5 V (dependiendo de las recomendaciones del fabricante).
- Carga de ecualización (baterías de electrolito fluido): 15 V para no más de 2 horas. La temperatura de la batería debe controlarse.
- Umbral de gaseado: 14,4 V.
- Después de plena carga la tensión de terminales caerá rápidamente a 13,2 V y luego lentamente a 12,6 V.

## Fallos que afectan a la batería de plomo y ácido
Podemos detectar varios tipos de fallo en las baterías de plomo-ácido inundadas, algunos debidos al uso. Otros ocurren de manera natural como la oxidación del ánodo, simplemente es cuestión de tiempo que la batería falle. El mantenimiento y las condiciones medioambientales pueden incrementar o disminuir los riesgos de fallo en baterías.
La corrosión de los electrodos positivos es un tipo de fallo de las baterías de plomo ácido inundadas, debido a que sus rejillas son aleaciones que pasado un tiempo se convierten en óxido. Dado que el óxido es un cristal más grande que la aleación de plomo metal, la placa crece.
Si bien este crecimiento de la placa por óxido se contempla en la fase de diseño, al final de la vida útil de la batería la placa habrá crecido lo suficiente como para abrir las tapas de la batería.
Por otro lado, el sedimento incrustado en el fondo del vaso puede producir un corto o llegar a disminuir la tensión de flotación de la batería, en parte un cierto volumen de sedimento es normal siempre y cuando son cantidades razonables.
La corrosión de los conductores que conectan el ánodo y el cátodo plantea una inspección visual difícil, ya que ocurre cerca de la parte superior de la batería y queda ocultado por la tapa. La batería fallará cuando se le demande una alta cantidad de corriente debido al respaldo del suministro con el fallo de la red.